# Pepe (pel·lícula)
Pepe és una pel·lícula musical estatunidenco-mexicana de George Sidney estrenada el 1960.

## Argument
El mosso de quadres d'un ranxo mexicà, anomenat Pepe (Cantinflas), està molt encaterinat amb un dels cavalls, tanmateix, el seu cap l'hi vendrà a un director de cinema estatunidenc. Pepe, llavors, buscarà feina a Hollywood per ser a prop del seu amic equí.

## Repartiment
- Cantinflas: Pepe
- Dan Dailey: Ted Holt
- Shirley Jones: Suzie Murphy
- Carlos Montalbán: Rodríguez
- Vicki Trickett: Lupita
- Matt Mattox: Ballarí
- Hank Henry: Manager
- Suzanne Lloyd: Carmen

### Cameos
- Maurice Chevalier
- Bing Crosby
- Richard Conte
- Bobby Darin
- Sammy Davis Jr.
- Jimmy Durante
- Zsa Zsa Gabór
- Judy Garland (només veu)
- Greer Garson
- Hedda Hopper
- Peter Lawford
- Janet Leigh
- Jack Lemmon
- Dean Martin
- Kim Novak
- Donna Reed
- Debbie Reynolds
- Edward G. Robinson
- Cesar Romero
- Frank Sinatra
- Tony Curtis (No surt als crèdits)
- Joey Bishop
- Billie Burke
- Charles Coburn
- Ernie Kovacs
- Jay North
- André Previn

## Premis i nominacions

### Nominacions
- 1961: Oscar a la millor fotografia per Joseph MacDonald
- 1961: Oscar a la millor direcció artística per Ted Haworth i William Kiernan
- 1961: Oscar al millor vestuari per Edith Head
- 1961: Oscar al millor so per Charles Rice
- 1961: Oscar al millor muntatge per Viola Lawrence Al Clark
- 1961: Oscar a la millor banda sonora per Johnny Green
- 1961: Oscar a la millor cançó original per André Previn (música) Dory Previn (lletra) per la cançó "Faraway Part of Town"
- 1961: Globus d'Or a la millor pel·lícula musical o còmica
- 1961: Globus d'Or al millor actor musical o còmic per Cantinflas
- 1961: Globus d'Or al millor guió per Johnny Green